# Osgodby (Scarborough)
Osgodby is een civil parish in het bestuurlijke gebied Scarborough, in het Engelse graafschap North Yorkshire met 1248 inwoners.